# Gustav Rohmer
Gustav Rohmer (* 27. Oktober 1868 in Nördlingen; † 14. März 1946 in München) war ein deutscher Jurist und Verwaltungsbeamter sowie Regierungspräsident.

## Leben und Beruf
Gustav Rohmer war der Sohn von Ernst Rohmer, dem Inhaber der C. H. Beck’schen Buchdruckerei und Buchhandlung in Nördlingen. Rohmer studierte Rechtswissenschaften in Erlangen und München. Während seines Studiums wurde er 1886 Mitglied der Burschenschaft Germania Erlangen. Er promovierte zum Dr. jur. über „Die rechtliche Natur des Standesherrlichen Steuer-Vorrechts und sein Umfang nach dem Staatsrechte Bayerns“.
Er führte zeitweise die Schriftreihe („Landmann/Rohmer“) seines Vaters weiter, trat aber 1894 in den bayerischen Staatsdienst ein und wurde 1902 bayerischer Legationssekretär 1. Klasse, 1906 Legationsrat und 1910 Geheimer Legationsrat. 1907/08 arbeitete er als Privat-Dozent an der TH München. Im Ersten Weltkrieg diente er von 1914 bis 1916 bei der 6. kgl. bayerischen Reserve-Division und war nachfolgend als Major der Reserve im Bayerischen Kriegsministerium tätig. 1918 wurde er zum Ministerialdirektor, 1922 zum Staatsrat berufen. Von August 1919 bis 30. Juni 1928 war er stellvertretender Bevollmächtigter Bayerns zum Reichsrat. 1928 bis 1933 war er Regierungspräsident der Bezirksregierung von Mittelfranken, ab Anfang 1933 auch kurzfristig von Oberfranken infolge Zusammenlegung beider Regierungen. Im April 1933 wurde er „wegen Veränderung der politischen Verhältnisse“ in den Ruhestand versetzt. Er starb 1946 in München.